# Lagidacris hebes
Lagidacris hebes är en insektsart som beskrevs av Christiane Amédégnato och Marius Descamps 1979. Lagidacris hebes ingår i släktet Lagidacris och familjen gräshoppor. Inga underarter finns listade i Catalogue of Life.